# Уварова, Ольга Васильевна
Ольга Васильевна Уварова (29 июля 1980) — российская футболистка, выступавшая на позиции полузащитника.
Первой футбольной командой была воронежская «Энергия».
С 2000 по 2002 год выступала за ЦСК ВВС, сыграла в общей сложности 23 матча.
Была в заявке ЦСК ВВС (№ 14) для участия в еврокубках, но в матчах не принимала участие.

## Достижения
Чемпионат России по футболу среди женщин
- Чемпион России (2): 1997 и 2001
- Бронзовый призёр России (1): 2000

Кубок России по футболу среди женщин:
- Обладатель Кубка (1): 1997
- Финалист Кубка (1): 2002